# Ukonjärvi (sjö i Finland, Lappland, lat 67,92, long 25,27)
Ukonjärvi är en sjö i Finland. Den ligger i Kittilä kommun i landskapet Lappland, i den norra delen av landet, 900 km norr om huvudstaden Helsingfors. Ukonjärvi ligger 203,4 meter över havet.